# Debelo Brdo II
Debelo Brdo II falu Horvátországban Lika-Zengg megyében. Közigazgatásilag Gospićhoz tartozik.

## Fekvése
Gospićtól légvonalban 6 km-re közúton 8 km-re nyugatra a Smiljani karsztmező nyugati részén az azonos nevű magaslat déli lábánál fekszik.

## Története
Debelo Brdo településből vált ki a 20. század második felében. A település lakosságát csak 1948-óta számlálják önállóan, akkor még Brdo Smiljansko – nyugati rész néven. 1961-től számít önálló településnek. 1991-ben lakosságának 93 százaléka horvát volt. 1991-ben a független Horvátország része lett. A falunak 2011-ben 8 lakosa volt.

## Lakosság
| Lakosság változása | Lakosság változása | Lakosság változása | Lakosság változása | Lakosság változása | Lakosság változása | Lakosság változása | Lakosság változása | Lakosság változása | Lakosság változása | Lakosság változása | Lakosság változása | Lakosság változása | Lakosság változása | Lakosság változása | Lakosság változása |
| ------------------ | ------------------ | ------------------ | ------------------ | ------------------ | ------------------ | ------------------ | ------------------ | ------------------ | ------------------ | ------------------ | ------------------ | ------------------ | ------------------ | ------------------ | ------------------ |
| 1857               | 1869               | 1880               | 1890               | 1900               | 1910               | 1921               | 1931               | 1948               | 1953               | 1961               | 1971               | 1981               | 1991               | 2001               | 2011               |
| 0                  | 0                  | 0                  | 0                  | 0                  | 0                  | 0                  | 0                  | 64                 | 59                 | 47                 | 42                 | 22                 | 15                 | 5                  | 8                  |